# Pseudoyersinia occidentalis
Pseudoyersinia occidentalis är en bönsyrseart som beskrevs av Bolivar 1914. Pseudoyersinia occidentalis ingår i släktet Pseudoyersinia och familjen Mantidae. Inga underarter finns listade i Catalogue of Life.